# Jérémy Aicardi
Jérémy Aicardi (26 de novembro de 1988) é um jogador de rugby sevens francês.

## Carreira
Jérémy Aicardi integrou o elenco da Seleção Francesa de Rugbi de Sevens, na Rio 2016, que foi 7º colocada.